# Mbulelo Mabizela
Mbulelo Mabizela (* 16. September 1980 in Pietermaritzburg) ist ein südafrikanischer Fußballspieler. Der Abwehrspieler war südafrikanischer Nationalspieler.
Er begann seine Karriere bei den Orlando Pirates, mit denen er 2003 Südafrikanischer Meister wurde. Danach wechselte er zu Tottenham Hotspur in die englische Premier League. 2005 ging er zu Vålerenga Oslo, mit denen er Norwegischer Meister wurde. Im Sommer 2006 ging er zurück nach Südafrika zu den Mamelodi Sundowns. Der Klub wurde Südafrikanischer Meister 2006/07, allerdings fehlte Mabizela in der Rückrunde, nachdem er im Dezember 2006 wegen eines positiven Dopingtest für sechs Monate gesperrt worden war. 2009 wechselte er zu den Platinum Stars, wo er bis 2011 unter Vertrag stand. Danach ging er zu den Bidvest Wits. Weitere Stationen waren der Chippa United FC und die Mpumalanga Black Aces. 2015 wechselte er zum AmaZulu FC.
Mabizela wurde zwischen 2001 und 2008 45-mal in die südafrikanische Nationalmannschaft berufen und schoss zwei Tore.